# Lycosoidea
Lycosoidea é uma superfamília de aranhas araneomorfas, constituída por 11 famílias de aranhas com oito olhos.

## Taxonomia
A superfamília Lycosoidea inclui as seguintes famílias:
- Ctenidae: 39 géneros, 468 espécies
- Lycosidae: 120 géneros, 2387 espécies
- Oxyopidae: 9 géneros, 431 espécies
- Pisauridae: 49 géneros, 331 espécies
- Psechridae: 2 géneros, 30 espécies
- Senoculidae: 1 género, 31 espécies
- Stiphidiidae 22 géneros, 131 espécies
- Trechaleidae: 16 géneros, 117 espécies
- Zoridae: 14 géneros, 79 espécies
- Zorocratidae: 5 géneros, 42 espécies
- Zoropsidae: 14 géneros, 86 espécies

A superfamília incluía também a família Neolanidae, mas em 2005 o seu único género, Neolana, foi realocado à família Amphinectidae.
Com base na análise de elementos do genoma mitocondrial foi proposta a seguintes relação filogenética entre algumas das famílias mais próximas:
```
       +---- Psechridae
    +--|
    |  +---- Oxyopidae
----|
    |  +---- Pisauridae
    +--|
       +---- Lycosidae
```